# Robert Tesche
Robert Tesche (Wismar, 27 mei 1987) is een Duits betaald voetballer die bij voorkeur op het middenveld speelt. Hij debuteerde op 30 maart 2007 in het betaald voetbal in het shirt van Arminia Bielefeld.

## Clubstatistieken
| Seizoen | Club                        | Competitie    | Duels | Goals |
| ------- | --------------------------- | ------------- | ----- | ----- |
| 2006/07 | Arminia Bielefeld           | Bundesliga    | 7     | 0     |
| 2007/08 | Arminia Bielefeld           | Bundesliga    | 15    | 1     |
| 2008/09 | Arminia Bielefeld           | Bundesliga    | 26    | 2     |
| 2009/10 | Hamburger SV                | Bundesliga    | 16    | 2     |
| 2010/11 | Hamburger SV                | Bundesliga    | 11    | 0     |
| 2011/12 | Hamburger SV                | Bundesliga    | 23    | 2     |
| 2012/13 | Hamburger SV                | Bundesliga    | 4     | 0     |
| 2012/13 | → Fortuna Düsseldorf (huur) | Bundesliga    | 14    | 0     |
| 2013/14 | Hamburger SV                | Bundesliga    | 9     | 0     |
| 2014/15 | Nottingham Forest           | Championship  | 22    | 2     |
| 2014/15 | → Birmingham City           | Championship  | 12    | 2     |
| 2015/16 | Nottingham Forest           | Championship  | 24    | 1     |
| 2016/17 | Birmingham City             | Championship  | 24    | 0     |
| 2017/18 | → VfL Bochum                | 2. Bundesliga | 0     | 0     |
| Totaal  |                             |               | –     | –     |

1 Riemann ·
2 Gamboa ·
3 Soares ·
4 Mašović ·
5 Bernardo ·
6 Osterhage ·
7 Stöger ·
8 Losilla  ·
9 Paciência ·
10 Förster ·
11 Asano ·
13 Daschner ·
14 Oermann ·
15 Passlack ·
18 Osei-Tutu ·
19 Bero ·
20 Ordets ·
21 Esser ·
22 Antwi-Adjei ·
23 Thiede ·
24 Pannewig ·
25 Tolba ·
27 Kwarteng ·
29 Broschinski ·
30 Römling ·
31 Schlotterbeck ·
32 Wittek ·
33 Hofmann ·
39 Mousset ·
41 Loosli ·
Coach: Letsch
· Assistent-coach: Fießer